# Langayo
Langayo es un municipio y localidad española de la provincia de Valladolid, en la comunidad autónoma de Castilla y León. Pertenece a la comarca de Campo de Peñafiel y cuenta con una población de 250 habitantes (INE 2024).

## Geografía
Situado sobre un cerro en el cruce de dos pequeños valles a los que bañan los arroyos de San Mamés y de Oreja, a la altura de Peñafiel.

## Historia
Existe muy poca documentación sobre sus orígenes en la Alta Edad Media. La repoblación cristiana de esta zona data del siglo X y se llevó a cabo con la ayuda de fortificaciones defensivas como las de Roa, Osma y Peñafiel. Hasta el siglo XII no se organizó el alfoz de Peñafiel. Langayo fue una de las aldeas de este alfoz; hubo otras más pequeñas todavía que quedaron incluidas en el término de Langayo como fue el caso de Oreja, un núcleo de población nacido como consecuencia de la repoblación y que en el siglo XV ya se le nombra como despoblado. En este mismo siglo XV (en 1447) Langayo dejó de ser una aldea para transformarse en villa perteneciente a Fernando de Rivadeneyra (camarero de Álvaro de Luna), por voluntad del rey Juan II.
En 1459 Fernando de Rivadeneyra, señor de Langayo, vendió a la corona por un precio muy elevado la población de Langayo pero no quedó ahí el cambio porque a su vez el rey Enrique IV la donó a Pedro Girón que por aquellos años era maestre de Calatrava. Son los años prósperos en que la localidad pudo enriquecer y reformar su iglesia. La familia Girón y sus descendientes se ocuparon con empeño en ejercer los derechos de señorío, vasallaje y jurisdicción; sus recaudadores se encargaron de enriquecer sus arcas. En el siglo XVIII los duques de Osuna siguieron reclamando rentas en toda la zona.

### SigloXIX
Según los datos ofrecidos por Pascual Madoz en su Diccionario Geográfico-Estadístico-Histórico de España, Langayo pertenecía en el siglo XIX a la diócesis de Palencia. Tenía ciento seis casas, una Casa Consistorial con dependencias para cárcel y una escuela de instrucción primaria. Su iglesia parroquial era la de San Pedro Apóstol. Dentro de su término jurisdiccional estaba el despoblado de Oreja y la Granja de San Mamés que en 1950 se redujo también a despoblado. El pueblo contaba con varias fuentes de buenas aguas y monte poblado de encinas y robles. Los caminos a los pueblos limítrofes eran de herradura. Se producía trigo morcajo (llamado también tranquillón), centeno, cebada, rubia (cuyo sobrante se exportaba), legumbres y vino. Se criaba ganado lanar y existía la caza de perdices, conejos y liebres. Como industria tenían una fábrica de teja, baldosas y cal.

### Despoblados y arqueología
- En los alrededores se detectó un castro celtibérico donde salieron a la luz algunas fíbulas.[5]

- Despoblado de Oreja.

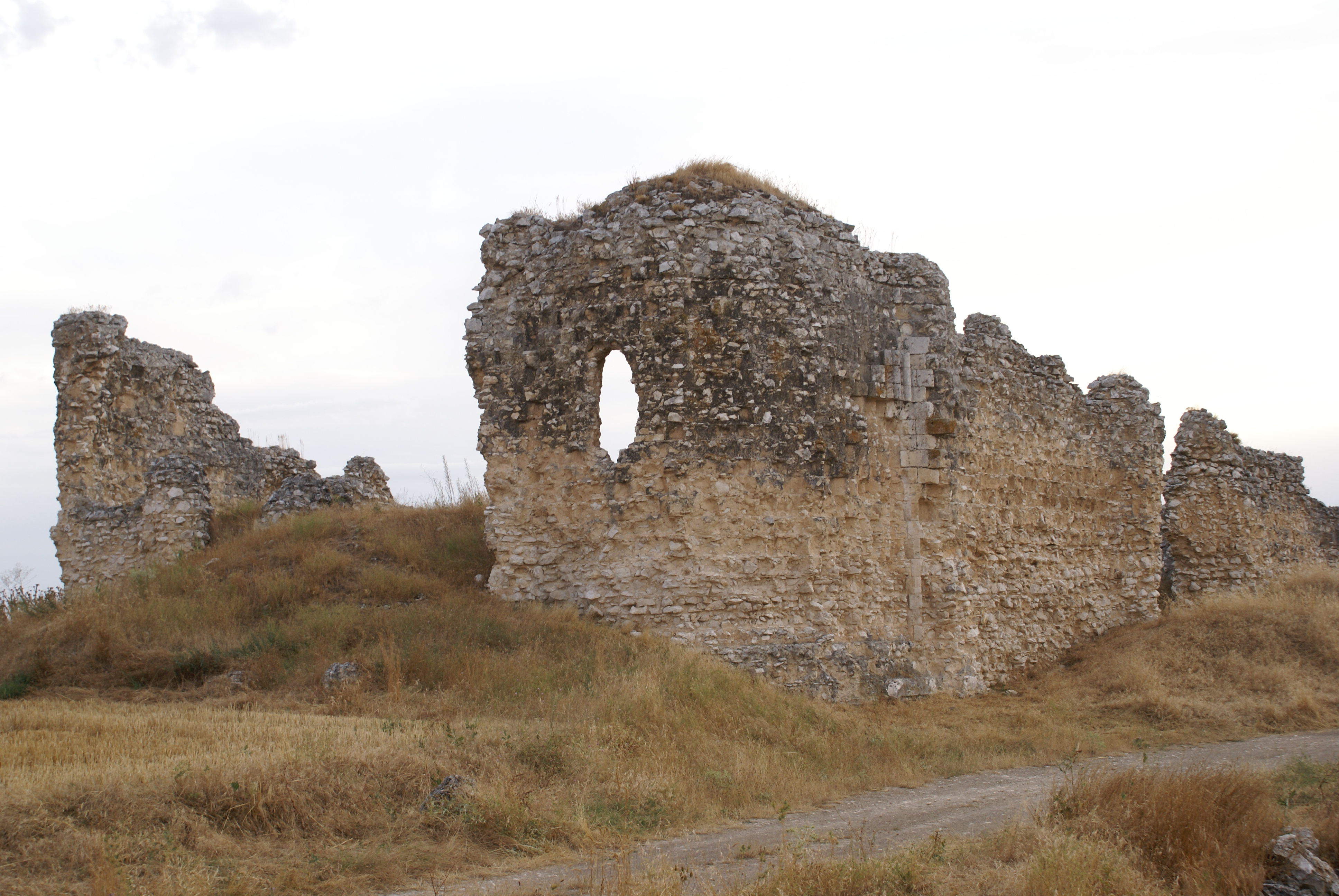
Muro septentrional del convento de Santa María de Oreja

Son unas ruinas de lo que fue convento de Santa María de Oreja. En el Madoz, ya se indica despoblado, aunque lo sitúa en Olmos de Peñafiel.
- Despoblado de San Mamés.

Se trata de un despoblado situado a las afueras de Langayo en la carretera de Cogeces del Monte. Ha estado poblado hasta después de mediados del siglo XX. Apenas quedan viviendas sin derrumbarse, hay mucha piedra, mucha vegetación seca y mucha madera. Fundado por templarios. Allí estuvo la Iglesia parroquial de San Miguel de la Granja de San Mamés, del siglo XVIII.

## Demografía

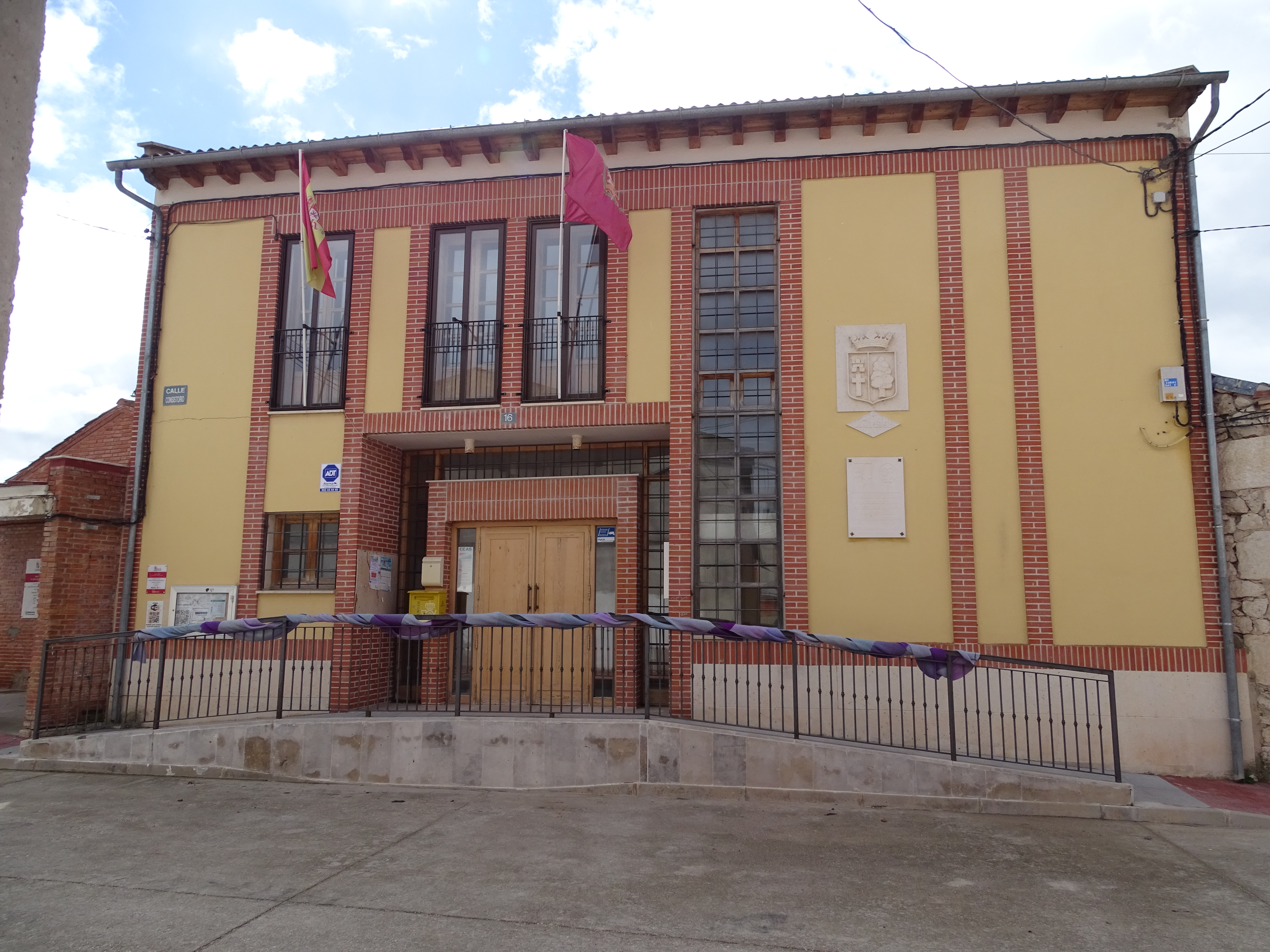
Casa consistorial

Cuenta con una población de 250 habitantes (INE 2024).
| Gráfica de evolución demográfica de Langayo entre 1842 y 2021                                                         |
| |
| Población de derecho según los censos de población del INE. Población de hecho según los censos de población del INE. |

## Cultura

### Patrimonio
- Iglesia de San Pedro Apóstol.

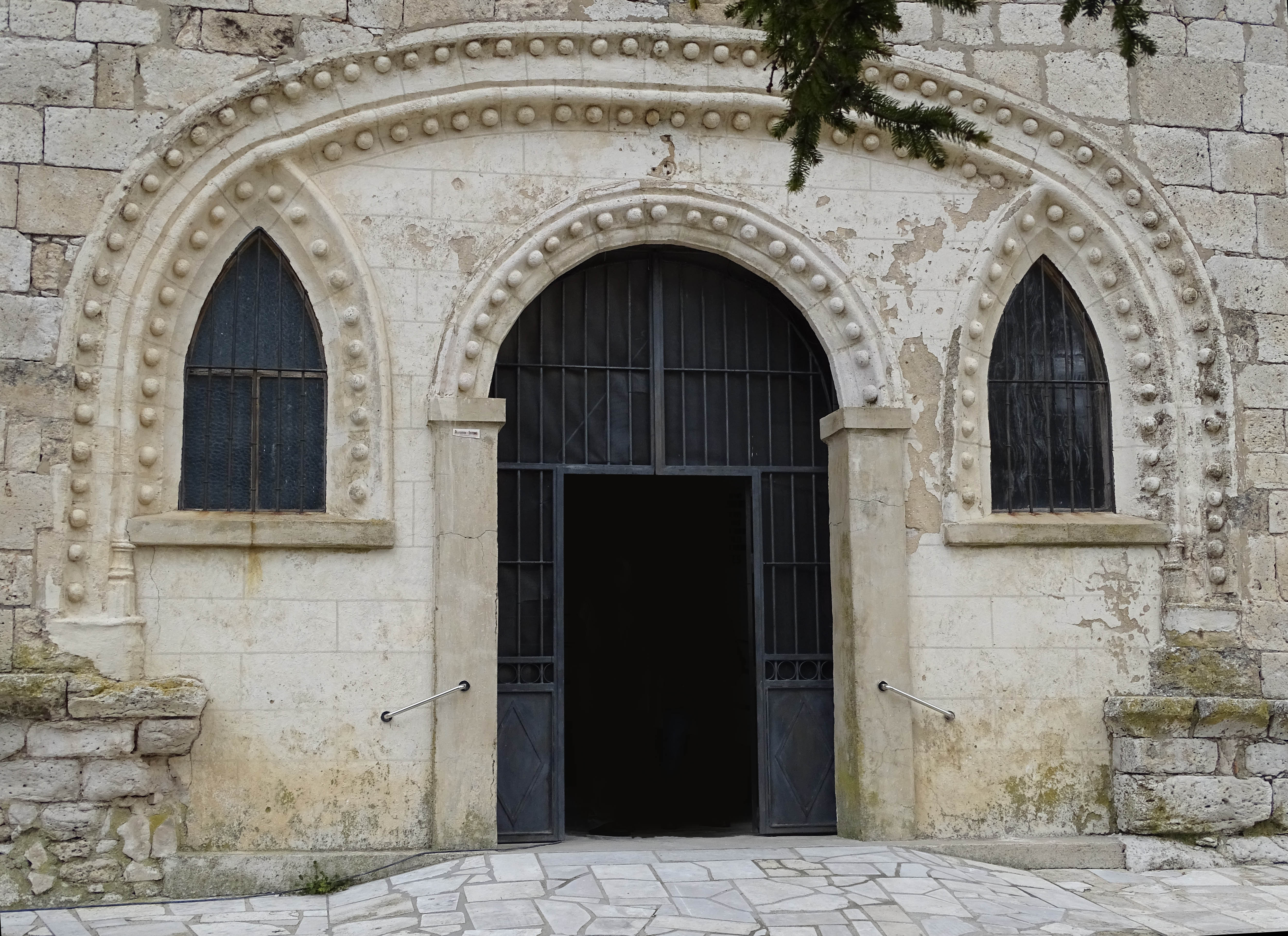
Portada de la iglesia

La iglesia parroquial de San Pedro se encuentra en lo más alto de la villa. A juzgar por los hallazgos originales encontrados se puede decir que data del siglo XIII. Tiene un gran pórtico con un arco carpanel del siglo XV que da acceso a la puerta de entrada por la fachada sur. La torre se levanta a los pies y consta de tres cuerpos. La capilla mayor es también del siglo XV y se cubre con bóveda de crucería estrellada. El retablo mayor del siglo XVII proviene de la iglesia de Santa María de Peñafiel que en 1744 se lo vendió a esta iglesia de Langayo. Uno de los tesoros que se conservan en la pared meridional es un lienzo sobre San Pedro Apóstol atribuido al maestro de Osma.
- Ermita del Humilladero.

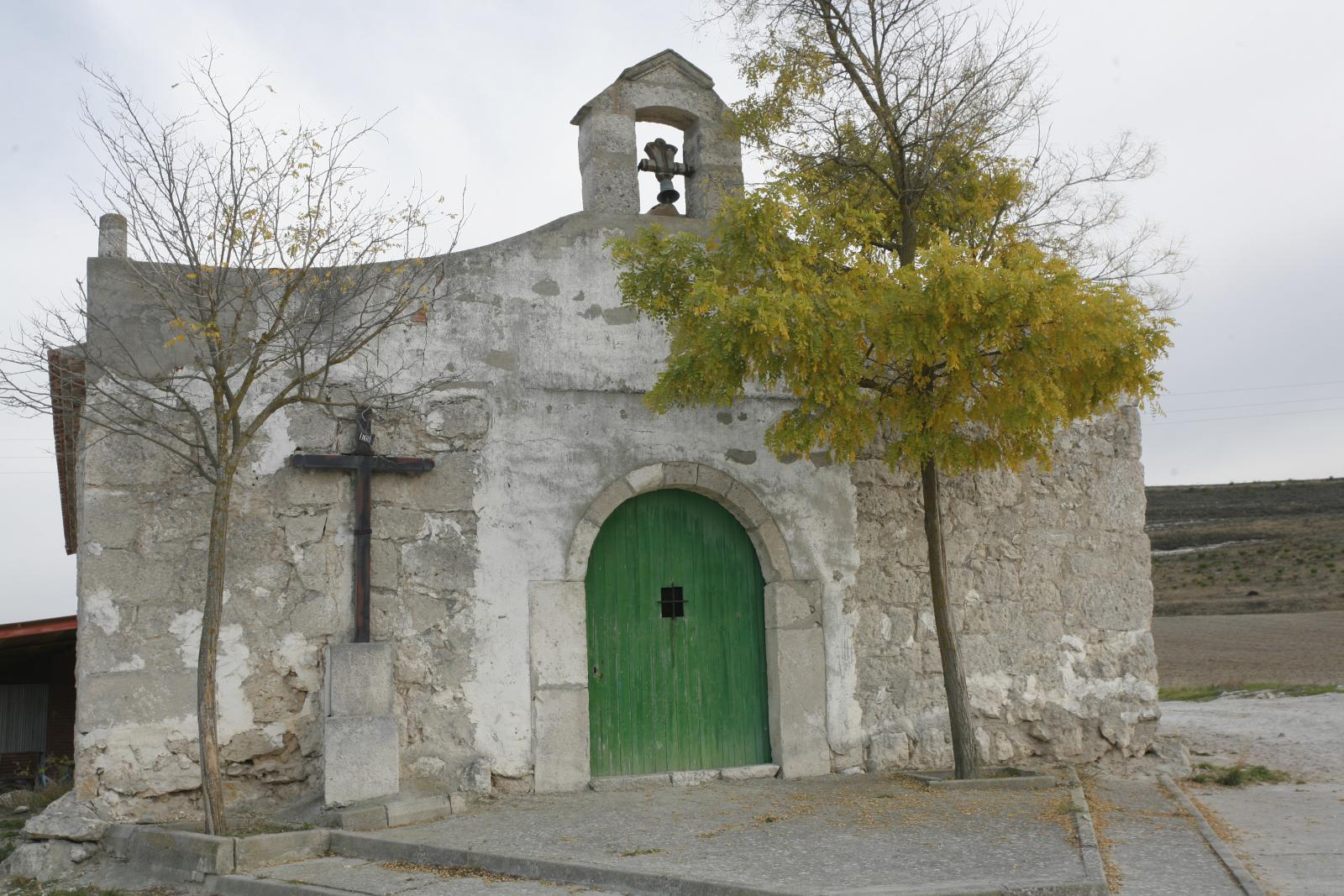
Ermita del Humilladero en 2016

Esta ermita está situada al sur del municipio; exhibe un Cristo en su interior. Edificio pequeño a manera de capilla como corresponde a un humilladero que en su día indicaría los caminos hacia Fompedraza y Molpeceres.

### Fiestas
- Fiestas de San Pedro Apóstol (29 de junio). Con juegos y verbenas.
- Fiestas de la Exaltación de la Santa Cruz (primera semana de septiembre). A las tradicionales verbenas se unen la suelta de vaquillas en la plaza portátil, el encierro del domingo y los juegos para todas las edades.